# Jimmy Delbove
Pour les articles homonymes, voir Delbove.
Jimmy Delbove, né le 7 janvier 1968 à Troyes,, est un coureur cycliste français.

## Biographie
Jimmy Delbove prend sa première licence à l'ASPTT Troyes en 1978. Il porte les couleurs de ce club jusqu'en 1983, puis court à l'UVCA Troyes de 1984 à 1987. Il court ensuite successivement au Bataillon de Joinville (1989), au CS Montluçon (1990) puis aux Lions de Belfort (1991-1992). En 1992, il est notamment deuxième de Paris-Roubaix amateurs. 
En 1993, il est sacré champion de France amateurs. L'année suivante, il passe professionnel dans l'équipe Chazal-Vetta-MBK, après y avoir été stagiaire. Il remporte sa seule victoire chez les professionnels en 1995, lors de la première étape du Tour du Vaucluse.
Redescendu chez les amateurs, il continue de participer à des courses cyclistes jusqu'au début des années 2000. Son frère Jérôme et son fils Joris sont également coureurs cyclistes.

## Palmarès et résultats

### Palmarès par année
- 1992
  - Nocturne de Bar-sur-Aube
  - 2e de Paris-Roubaix amateurs
  - 3e du Grand Prix de Vougy
  - 3e du Grand Prix de Saint-Symphorien-sur-Coise
  - 3e de Paris-Joigny
- 1993
  -  Champion de France sur route amateurs
  - Tour de Saône-et-Loire
  - Polysénonaise
  - Nocturne de Bar-sur-Aube
  - 2e de Paris-Auxerre
  - 3e du Circuit Berrichon
  - 3e du Grand Prix de Blangy-sur-Bresle
- 1995
  - 1re étape du Tour du Vaucluse
- 1996
  - Nocturne de Bar-sur-Aube
- 1997
  - 3e du championnat du Lyonnais sur route
- 1998
  - Prix de La Charité-sur-Loire

### Résultats sur les grands tours

#### Tour d'Espagne
1 participation
- 1995 : abandon (14e étape)